# Sydthy kommun
Sydthy kommun var fram till kommunreformen 2007 en kommun i Viborg amt i Danmark. Kommunen är numera en del av Thisteds kommun i Region Nordjylland.